# Licaònia

Regions històriques d'Anatòlia en els períodes prehel·lènic i hel·lènic

Licaònia (en llatí Lycaonia, en grec antic Λυκαονία) va ser una regió de l'Àsia Menor, al sud-est de Frígia i a la part occidental de Capadòcia. Sota domini romà en general va pertànyer a Capadòcia. Els seus habitants s'anomenaven licaons (poble) o licaonis (gentilici). Apareix mencionada entre el segle v aC i el segle vi.

## Límits
Els límits de la regió són imprecisos, però en grans trets tenia Pisídia a l'oest (entre ambdós territoris el país dels Milis, d'origen traci); Galàcia al nord; Capadòcia a l'est; i Isàuria, la part occidental de Cilícia, al sud. Aquestes fronteres, però, no eren sempre les mateixes, i en el moment en què Àsia estava sota domini dels romans, unes parts del territori van estar en mans de diversos prínceps asiàtics. Una part important del territori es va incorporar a la província romana de Capadòcia, i Claudi Ptolemeu diu que Licaònia era una part de Capadòcia. El nom de Licaònia, es va continuar aplicant al país fins a un període tardà, i el geògraf Hièrocles (del segle vi) i altres escriptors cristians encara l'anomenen així.

## Descripció física
Segons Estrabó, era un país pla amb altes muntanyes a la part nord i al sud. El nord era un territori fred i desolat, però molt ben adaptat per la pastura d'ovelles. Es diu que el rei Amintes de Galàcia posseïa més de tres-cents ramats. La seva llana no era gaire fina, però donava un benefici considerable als propietaris. Al país també hi havia una bona població d'ases salvatges. El seu principal producte mineral era la sal, que impregnava el sòl fins a una profunditat considerable, i per això, el país tenia poca aigua potable, que s'obtenia de pous molt profunds, i en algunes parts es venia a un preu elevat. Els rierols que baixen de les muntanyes no són importants, però acostumen a desembocar en llacs. El més important és el llac salat Tatta, situat al nord-est del país.

## Ciutats
Les principals ciutats eren Iconi, Derbe o Clàudia Derbe, Laranda (actual Karaman, que va pertànyer abans al regne de Commagena), Laodicea Combusta (Ladik) i Listra (Ilistra). Altres ciutats conegudes menys importants eren Barata, Hyde, Antioquiana, Dalisandus, Parlais, Tryaeum, Savatra o Soatra, Vasata, Coropassus i Aricanda (la ciutat dels milis). Listra i Parlais van ser colònies romanes des començament de la nostra era i Iconi ho va ser en temps d'Hadrià.

## Història
La invasió frígia de l'Àsia Menor des Tràcia va substituir a la població local que, això no obstant, per uns segles va conservar la seva llengua (els frigis parlaven una llengua indoeuropea), segons es desprèn dels Fets dels Apòstols. Se sap que els licaons eren un poble bel·licós i resistent, que vivia sobretot del pillatge.
Licaònia va pertànyer a Pèrsia des de la segona meitat del segle vi aC. Cir II el Gran va sotmetre la regió i la va integrar a la satrapia III, més enllà de la de Katpatuka (Capadòcia).
Va caure en poder d'Alexandre el Gran l'any 334 aC, i a la seva mort va passar successivament a Perdicas d'Orèstia (regent d'Àsia) el 322 aC, a Antígon (321 aC, rei des del 306 aC) i Seleuc I Nicàtor al 301 aC. Va formar part de l'Imperi Selèucida fins al 189 aC, si bé del 244 aC al 228 aC estava integrada al regne de Cilícia que s'havia creat per a Antíoc Hierax (244-227 aC). Cap a l'any 228 aC va caure en mans del rei de Pèrgam, però potser el 223 aC els selèucides la van reconquerir i la van conservar fins a la batalla de Magnèsia del Sipilos l'any 190 aC. La van perdre en els següents mesos i va quedar incorporada a Pèrgam per la pau o tractat d'Apamea (de l'any 188 aC. Aproximadament el 158 aC una part (al nord) va ser incorporada a la tetrarquia de Galàcia.
Incorporat el regne de Pèrgam a Roma, Licaònia va formar part de la província d'Àsia encara que una part (l'orient) es va transferir a Capadòcia, i va formar l'onzena estratègia o districte. L'any 64 aC Gneu Pompeu va reorganitzar l'administració després de les Guerres Mitridàtiques, i Licaònia va quedar repartida, amb la part nord definitivament incorporada a Galàcia, la part est a Capadòcia i la resta a la província de Cilícia.
Al començament del segle ii Trajà la va separar de Cilícia i la va unir a la província de Capadòcia. El 284, a la reorganització de Dioclecià, va quedar dins la província de Pisídia, però l'any 371 es va convertir en una província separada amb capital a Iconi (moderna Konya). Encara era província separada en temps de l'emperador romà d'Orient Justinià I.